# Dirk Carlson
Dirk Carlson (Portland (Oregon), 1 april 1998) is een professioneel voetballer die speelt voor SKN Sankt Pölten en uitkomt voor het Luxemburgs voetbalelftal.

## Carrierè

### ADO Den Haag
In juni 2022 vertrok Carlson transfervrij van FC Erzgebirge Aue naar ADO Den Haag. Hij tekende een contract van twee jaar. Op 5 augustus 2022 speelde hij zijn eerste wedstrijd voor ADO tegen Heracles Almelo.

### Verhuur aan SKN St. Pölten
In februari 2023 maakte Carlson op huurbasis de overstap naar de Oostenrijkse voetbalclub SKN Sankt Pölten dat uitkomt in de 2. Liga. In de huurovereenkomst die tot 30 juni 2023 geldt werd ook een optie tot koop bedwongen. SKN St. Pölten maakte gebruik van de laatstgenoemde optie en daarmee vertrok Carlson definitief uit Den Haag.

## Clubstatistieken
| Seizoen | Club                | Competitie        | Competitie | Competitie | Beker | Beker | Overig | Overig | Internationaal | Internationaal | Totaal | Totaal |
| Seizoen | Club                | Competitie        | Wed.       | Dlp.       | Wed.  | Dlp.  | Wed.   | Dlp.   | Wed.           | Dlp.           | Wed.   | Dlp.   |
| ------- | ------------------- | ----------------- | ---------- | ---------- | ----- | ----- | ------ | ------ | -------------- | -------------- | ------ | ------ |
| 2015/16 | RFCU Luxemburg      | Nationaldivisioun | 1          | 0          | 0     | 0     | 0      | 0      | -              | -              | 1      | 0      |
| 2016/17 | Union Titus Pétange | Nationaldivisioun | 21         | 0          | 0     | 0     | 0      | 0      | -              | -              | 21     | 0      |
| 2017/18 | Union Titus Pétange | Nationaldivisioun | 11         | 0          | 0     | 0     | 0      | 0      | -              | -              | 11     | 0      |
| 2019/20 | Karlsruher SC       | 2. Bundesliga     | 18         | 0          | 0     | 0     | 0      | 0      | -              | -              | 18     | 0      |
| 2020/21 | Karlsruher SC       | 2. Bundesliga     | 8          | 0          | 0     | 0     | 0      | 0      | -              | -              | 8      | 0      |
| 2021/22 | FC Erzgebirge Aue   | 2. Bundesliga     | 28         | 0          | 1     | 0     | 0      | 0      | -              | -              | 29     | 0      |
| 2022/23 | ADO Den Haag        | Eerste divisie    | 4          | 0          | 0     | 0     | 0      | 0      | -              | -              | 4      | 0      |
| 2022/23 | → SKN Sankt Pölten  | 2. Liga           | 10         | 0          | 0     | 0     | 0      | 0      | -              | -              | 10     | 0      |
| Totaal  | Totaal              | Totaal            | 81         | 0          | 1     | 0     | 0      | 0      | 0              | 0              | 88     | 0      |

Bijgewerk t/m 15 mei 2023.